# Louis-Ernest Dubois
Louis-Ernest Dubois (ur. 1 września 1856 w Saint-Calais, zm. 23 września 1929 w Paryżu) – francuski duchowny katolicki, kardynał, Arcybiskup Paryża.

## Życiorys
Święcenia kapłańskie przyjął 20 września 1879. 18 kwietnia 1901 został wybrany biskupem Verdun. 2 lipca 1901 przyjął sakrę z rąk biskupa Marie-Prospera-Adolphe de Bonfilsa (współkonsekratorami byli biskupi Étienne-Marie Potron i Charles Joseph Gilbert). 30 listopada 1909 objął na arcybiskupstwo Bourges, a 13 marca 1916 arcybiskupstwo Rouen. 4 grudnia 1916 Benedykt XV wyniósł go do godności kardynalskiej z tytułem prezbitera Santa Maria in Aquiro. 13 września 1920 został przeniesiony na stołeczną metropolię, na której pozostał już do śmierci. Wziął udział w konklawe wybierającym Piusa XI.
W 1926 odznaczony Orderem Orła Białego.
Zmarł w Paryżu 23 września 1929.